# فتوحات آشور
فتوحات آشور مجموعه ای از نبردهایی است که توسط شاهان آشور در بین سالهای ۹۱۱ پیش از میلاد تا ۶۳۱ پ. م صورت گرفت.

## فتوحات در ایلام
دولت آشور به کشورهای مختلف خاورمیانه هجوم می برده و آن حکومت ها را به زیر میکشیده و ساختار آن دولت ها را از بین می‌برده است. ایلام هم از این قاعده مستثنی نبوده است. در واقع ریشه این جنگ ها به سال ۱۵۰۰ پیش از می گرده است. ایلام و آشور در طی سالهای ۱۵۰۰ پ.م تا ۶۴۰ پ.م در هفت جنگ به صف آرایی هم پرداختند.
جنگ هفتم و سقوط دولت ایلام
در مورد زمان وقوع این پیکار و سقوط ایلام در منابع تاریخی اختلافات زیادی وجود دارد. عمدتا زمان وقوع این جنگ سال ۶۴۵ یا ۶۳۶ پیش از میلاد دانسته می شود. شاه آشور که به دلیل نتیجه نگرفتن از جنگ های قبلی خشمگین و ناراضی بود در پی بهانه برای لشکرکشی به ایلام بود با فرستادن تام ماری تو تندیس نانایا را مطالبه کرد. اما خوم بان کالداش در مقابل درخواست آشوربانیپال مقاومت ورزید. با وجود مقاومت شاه ایلام قشون آشور تا شهر باستانی شوش پیشروی کرد و در آن شهر دست به کشتار گسترده مردم زد و غنائم شهر که ثروتها، تندیس ها و طلا ها و نقره ها فراوان را به سرقت برد و شاه ایلام را هم کشت.

## فتوحات در ماد
با آغاز سده نهم پیش از میلاد حملات متعدد آشور به سرزمین ماد شروع شد. آشوریان به‌طور منظم به مناطق شمال غرب ایران که در آن‌زمان ده‌ها شاهک‌نشین خُرد در آن‌جا وجود داشت یورش می‌بردند و به غارت می‌پرداختند. آنان از طریق شمال، از سوی گیزیل بوندا و از طریق شمال غرب، از سوی مسو می‌توانست به سرزمین اصلی ماد دست یابد.
استقلال دیاکو از ماد
بر اساس نوشته های هرودوت، دیاکو نخستین پاشاه ماد بوده که از آشوریان استقلال کسب کرده است. او که طرح و نقشه ایجاد حکومت یکپارچه را در ذهن خود داشت توانست در دهکده خود حسن و اعتبار یک قاضی و حاکم بی طرف را به دست بیاورد. بدین ترتیب فعالیت او گسترش یافت چنانچه که مردم روستاهای دیگر به او رجوع کردند اما دیاکو اعلام کرد که این جایگاه برایش ایجاد دردسر کرده و حاضر نیست ادامه دهد. با استعفای دیاکو دردی و اغتشاش فزونی یافت و اینبار مردم ماد دیاکو را به عنوان پادشاه و رهبر قطعی و واقعی برگزیدند.
حمله آشوریان به ماد و به اسارت گرفتن دیاکو
سارگون دوم وقتی که متوجه شد دیاکو با روسای اول شاه اورارتو متحد شده است آنان را تعقیب کرد و توانست با شکست منائیان وارد خاک ماد شده و دیاکو را دستگیر نمود اما او برخلاف عادت پیشین نیاکان و اجداد خود، معرفت و مغفرت به خرج داد و جان دیاکو را بخشید اما نه بی عید و شرط، بلکه مشروط بر اینکه دیاکو همیشه تابع آشور بماند و خراج سالیانه اش را مرتب پرداخت کند. پس بدین ترتیب دیاکو برگشت و به حکومت خود در ماد ادامه داد.

## فتوحات در مصر
مصر در سال ۶۷۳ پیش از میلاد توسط اسرحدون فتح شد و امپراتوری آشوری نو را به اوج گستره خود رساند. این حملات تا سال ۶۶۳ پیش از میلاد ادامه داشت و باعث شد که دودمان بیست و ششم مصر برای مدتی دست‌ نشانده آشور شود.

## فتوحات در شام و اسرائیل
در سال ۷۳۲ پیش از میلاد پکاه پادشاه اسرائیل با رزین پادشاه آرام متحد شد و اورشلیم را تهدید کرد. اهاز پادشاه یهودا از تیگلات-پیلسر سوم درخواست کمک کرد تیگلات پیلسر سوم به دمشق و اسرائیل حمله برد و آن نواحی را متصرف شد. او همچنین زمین های رئوبن، جاد و کنایه را فتح کرد. در ادامه تیگلات پیلسر به سوی قبایل نفتالی و اسفراین را فتح کرد و مردم آن را به سرزمین آشور تبعید کرد. عاقبت سارگون دوم در سال ۷۲۰ پ.م کار اسرائیل را یکسره کرد.